# Opharus intermedia
Opharus intermedia är en fjärilsart som beskrevs av Rothschild 1909. Opharus intermedia ingår i släktet Opharus och familjen björnspinnare. Inga underarter finns listade i Catalogue of Life.